# رود وینا
وینا (به لاتین: Łyna) یک رود در روسیه و لهستان است که در استان کالینینگراد و استان وارمی-ماسوری واقع شده‌است.